# Target Corporation
A Target Corporation Inc (NYSE: TGT), mais conhecida como Target, é uma rede de lojas de varejo dos Estados Unidos, fundada em 1902 por George Draper Dayton sediada em Minneapolis no estado de Minnesota.  É a segunda maior rede de lojas de departamento nos Estados Unidos, atrás do Walmart.
A primeira loja abriu no dia 1 de maio de 1962 em Roseville, Minnesota, introduzindo o conceito de loja de departamentos com baixos preços e promoções de uma loja atacadista. Possui cerca de 1.795 lojas nos Estados Unidos e Índia e mais de 347.000 funcionários. De 2011 a 2015 operou ainda lojas no Canadá, que haviam sido adquiridas da Companhia da Baía de Hudson, mas que foram fechadas devido aos altos preços cobrados e a problemas com fornecedores.

## Patrocínios

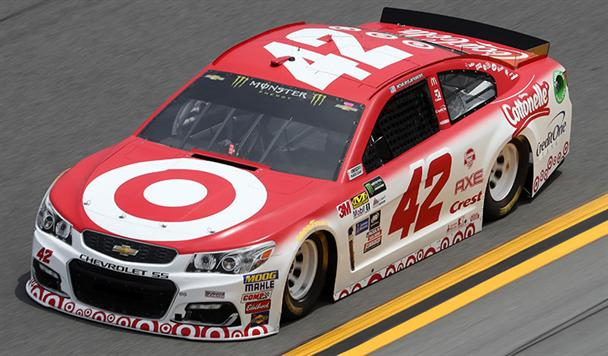
Carro da equipe Chip Ganassi Racing da NASCAR com patrocínio da Target Corporation.

A Target Corporation é patrocinadora de vários esportes nos Estados Unidos, dá nome ao Target Center, arena do Minnesota Timberwolves, time da NBA em Minneapolis, também o time Minnesota United FC da MLS. Possui uma longa história no automobilismo patrocinando a equipe Chip Ganassi Racing na Champ Car, IndyCar Series e NASCAR.

## Ligações Externas
«Página oficial da Target» (em inglês)